# Khosrowshahr
Khosrowshahr (persiska: خسرو شهر) är en ort i Iran.   Den ligger i provinsen Östazarbaijan, i den nordvästra delen av landet, 500 km nordväst om huvudstaden Teheran. Khosrowshahr ligger 1 354 meter över havet och antalet invånare är 12 794.
Terrängen runt Khosrowshahr är kuperad åt sydost, men åt nordväst är den platt. Runt Khosrowshahr är det tätbefolkat, med 459 invånare per kvadratkilometer. Närmaste större samhälle är Sardrūd, 11,9 km nordost om Khosrowshahr. Trakten runt Khosrowshahr består i huvudsak av gräsmarker.